# 2003년 유럽 폭염

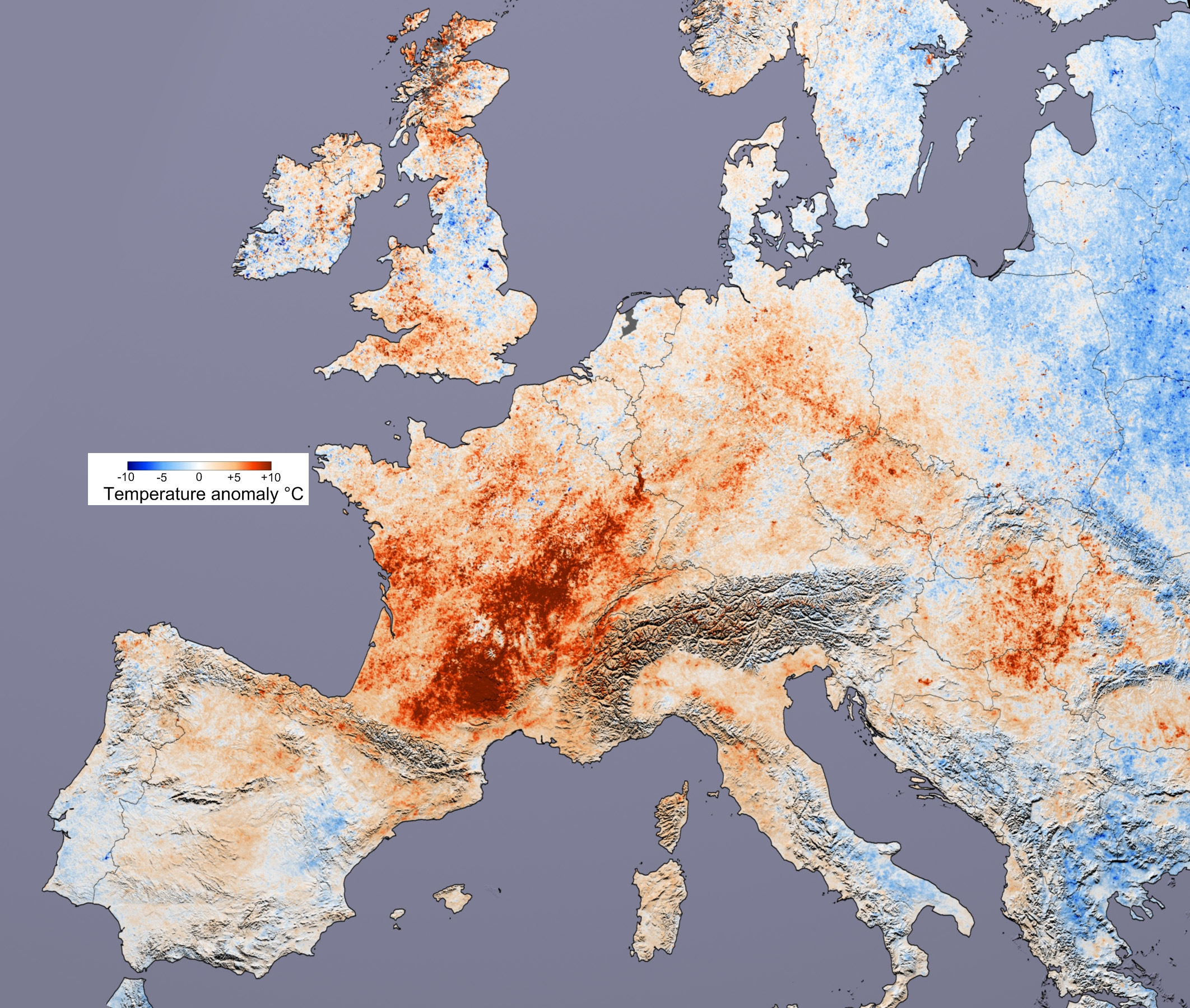

2003년 유럽 폭염은 2003년 7월~8월 여름동안 유럽에 닥친 기록적인 폭염이었다. 1540년 이후 유럽에서 기록된 가장 더운 여름이었으며, 5만명에서 7만명 가까이 사망했다. 폭염은 유럽 전역에 걸쳐서 가뭄을 초래했다. 작황 손실액은 120억 달러에 달했고, 남유럽 일부 지역에서는 작물 부족까지도 일어났다. 물부족 현상은 농업뿐 아니라 수력 발전에도 타격을 주었다. 또한 강과 호수에서는 녹조 현상이 일어났다.

## 국가별 피해

### 프랑스
프랑스는 이 폭염으로 특히 큰 타격을 입었다. 열파로 인해서 14,802명이 사망하였고 대부분 고령층에서 피해자가 나왔다. 오세르지방에서는 8일 연속으로 기온이 40도를 넘기기도 하였다. 비교적 온화한 여름이 유지되는 지역이었기에 대부분의 사람들은 폭염에 대비하는 방법을(수분보충과 에어컨 설치 등) 알지 못했다. 또한 다양한 재해에 대한 비상계획이 있었음에도 불구하고 폭염은 거의 위험으로 간주되지 않아왔다.
재난은 정부 장관과 공무원, 의사를 포함한 대부분의 사람들이 장기 휴가를 보내는 8월에 발생했기에 더욱 심각한 결과를 초래했다. 친척들이 휴가 중이었기에 여러주 동안 시신이 처리되지 못하였다. 시신을 보관한 공간이 부족하여 파리 외곽의 냉동 창고까지 동원해야했다.
보통 프랑스의 여름은 밤에는 시원했다. 때문에 콘크리트와 벽돌로 지어진 주택들은 낮에는 햇살에 데워지더라도, 밤에는 열을 방출하기 때문에 에어컨이 필요하지 않았다. 그러나 폭염 기간에 밤에도 기록적으로 더운 기온이 유지되었다. 혼자 사는 노인들은 그러한 극심한 더위에 직면한 적이 없었으며 반응하는 방법을 알지 못하거나 반응하기에는 더위에 인해서 육체적으로 너무 취약해져 있었다.
보건부 장관을 포함한 정치인과 공무원들의 부적절한 대응은 시민들의 격렬한 반발로 이어졌다.
포르투갈
포르투갈에서는 약 2천명이 폭염으로 사망했다. 특히 8월 1일은 수세기 동인 기록된 가장 더운 날이었으며 밤의 온도마저 30도를 훨씬 뛰어넘었다. 같은날 새벽에 남부 지역에서는 폭풍이 발생했다. 그 다음주에는 광범위한 산불이 확산되었다. 이 화재로 포르투갈 시골의 5%와 숲의 10%가 파괴되었으며 18화염에 사망하였다. 화재로 인한 경제적 피해는 15억 달라에 달했다.
네덜란드
네덜란드에서는 약 1,500명이 폭염으로 사망했다.

### 스페인
스페인에서는 12,963명이 폭염으로 사망했다. 여러 도시에서 최고 기온 기록이 깨졌으며, 바르셀로나와 세비야에서는 기온이 45.2도까지 올라갔다.
이탈리아
이탈리아에서는 546명이 폭염으로 사망했다. 포강의 수위가 너무 낮아져 선박이 뜰수 없었다.
독일
독일에서는 약 300명이 폭염으로 사망했다. 또한 엘베강과 도나우강의 수위가 너무 낮아져 선박이 뜰수 없었다.
스위스
알프스의 빙하가 녹아내려 눈사태와 홍수가 일어났다. 마터호른의 영구동토층은 너무 녹아서 심각한 낙석현상이 일어났다.
영국
BBC에 따르면 영국에서는 폭염에 의한 사망자가 2,000명 이상 발생했다.
아일랜드
2003년 여름의 아일랜드는 평균보다는 더웠지만 유럽의 다른 지역에 비하면 안정권이었다. 기록된 최고 기온은 30.3도였다.
스웨덴
스웨덴을 포함한 스칸디나비아 지역은 전년도보다 시원했다.